# آیرونکلاد لپانتو
آیرونکلاد لپانتو (به انگلیسی: Italian ironclad Lepanto) یک کشتی بود که طول آن ۴۰۰ فوت ۳ اینچ (۱۲۲٫۰ متر) بود. این کشتی در سال ۱۸۸۳ ساخته شد.